# تک به تک: جولیوس اروینگ علیه لری برد
تک به تک (با نام کامل «تک به تک: جولیوس اروینگ علیه لری برد») (به انگلیسی: Julius Erving vs. Larry Bird One-on-one) یک بازی ویدئویی ورزشی (بسکتبال) است که ابتدا در سال ۱۹۸۳ میلادی برای اپل ۲ و آتاری ۸ بیت و در سال‌های بعد برای پلتفرم‌های مختلف تولید و پورت گردید. این بازی توسط «اریک هاموند» طراحی و توسط شرکت الکترونیک آرتز منتشر شد. وظیفه انتشار این بازی در اروپا بر عهده شرکت آریولاسافت بود. یک پورت از این بازی نیز در سال ۱۹۸۷ برای آتاری ۷۸۰۰ و توسط شرکت آتاری انتشار یافت.

## گیم پلی
در این بازی، کاربر کنترل یکی از دو بازیکن بزرگ بسکتبال آن دوران، جولیوس اروینگ یا لری برد را در دست گرفته و با حریف به انجام یک مسابقه تک-به-تک می‌پردازد. بازیباز در این بازی قابلیت انجام مسابقه با حریف انسانی یا هوش مصنوعی رایانه را دارد. انیمیشن‌های این بازی در زمان خود بسیار چشمگیر بود، در این بازی امکان مسابقه به صورت امتیازی یا زمانی وجود داشت (در حالت امتیازی هر بازیکنی که زودتر به امتیاز تعیین شده برسد و در حالت زمانی، هر بازیکنی که امتیاز بیشتری در پایان زمان تععین شده داشته باشد، برنده است) در هنگام حمله هر بازیکن می‌تواند بچرخد یا توپ را پرتاب کند، در هنگام دفاع نیز قادر به سد کردن راه توپ و توپ ربایی از حریف است. نکته جالب اینکه اگر بازیکن با شدت و با دو دست توپ را داخل سبد حریف بکند، امکان دارد شیشه پشت سبد خرد شود و بلافاصله نظافتچی داخل زمین آمده و تکه‌های خرد شده را جمع‌آوری می‌کند.

## بازتاب‌ها
بازی «تک به تک» در بازار بسیار موفق بود و به شرکت الکترونیک آرتز در رفع مشکلات مالی اش کمک زیادی کرد، ضمن اینکه باعث رابطه بهتری میان خرده فروشان و کمپانی الکترونیک آرتز گردید. در سال ۱۹۸۴ خوانندگان مجله «سنت گیم» این بازی را به عنوان هشتمین بازی معروف رایانه اپل در طی سال ۱۹۸۳ برگزیدند. این بازی پرفروشترین بازی شرکت الکترونیک آرتز و به عنوان دومین بازی پرفروش این کمپانی بر روی رایانه کمودور ۶۴ تا پایان سال ۱۹۸۳ می‌باشد.
اینفوورلد در ۱۹۸۴ و در مورد بازی نوشت: «شاید بتوان این بازی را مهم‌ترین بازی ورزشی در سال جدید نامید.» همچنین از چهره پردازی رایانه‌ای و استایل دو بازیکن بسکتبال حاضر در بازی، قابلیت خرد شدن شیشه پشت سبد، سر و صدا و هیاهوی تماشاگران و قابلیت نمایش دوباره صحنه‌های بازی تعریف و آن‌ها را مورد تمجید قرار داد و اظهار کرد: «بازی تک-به-تک شبیه‌سازی واقعی از یک مسابقه ورزشی زنده و هیجان انگیز است». مجله «کامپیوتر گیمینگ ورلد» این بازی را با عنوان «بی‌نهایت واقعی» توصیف و پیش‌بینی کرد این بازی بهترین عنوان ورزشی سال را به خود اختصاص خواهد داد. این مجله از گرافیک زیبا، کنترل ساده و جنبه‌های مثبت نمایش دوباره صحنه‌های بازی تعریف و تنها مشکل بازی را نامشخص بودن موقعیت توپ در زیر سبد و فقدان وقت اضافه برای بازی دانست.مجله «سنت گیم» این عنوان را بازی ورزشی سال ۱۹۸۴ نامید و آن را محصولی اعتیاد آور، هیجان انگیز که البته گاهی اوقات برای کاربر مأیوس‌کننده می‌شود، نامید. مجله «آهوی!» در سال ۱۹۸۴ در مورد نسخه کمودور ۶۴ این بازی، داشتن آن را برای همه دارندگان کمودور یک «باید» دانست و از گرافیک و گیم پلی بازی تعریف و تمجید نمود. در سال ۱۹۸۶ مجله «کامپیوت!» از گرافیک و صوت پیشرفته نسخه آمیگای این بازی تعریف کرد، اما این نکته را متذکر شد که گیم پلی آن همچنان مشابه نسخه رایانه‌های ۸ بیتی باقی مانده‌است.

## نسخه‌های بعدی و اصلاح شده
در سال ۱۹۸۸ ادامه‌ای برای این بازی و برای پلتفرم‌های سگا جنسیس، کمودور ۶۴، نینتندو ان‌ای‌اس و رایانه شخصی آی بی ام با نام «جردن علیه برد» ساخته شد. این بازی دارای جزئیات بیشتر و گرافیک واقعی تری بود و حتی قابلیت اسلم دانک (مایکل جردن) یا پرتاب‌های سه امتیازی (لری برد) نیز در بازی گنجانده شده بود. در سال ۱۹۹۳ الکترونیک آرتز بازی «مایکل جردن در پرواز» را برای سیستم عامل ام‌اس-داس منتشر کرد. به عقیده بعضی‌ها این بازی یک نسخه اصلاح شده از سری بازی‌های «تک-به-تک» است که با قابلیت‌هایی مانند بازی به صورت «سه به سه»، محیط تقریباً سه بعدی زمین مسابقه و بازیکنان که البته به صورت اسپرایت‌های دیجیتایز شده می‌باشند.